# Мітчелл ван Берген
Мітчелл ван Берген (нід. Mitchell van Bergen, нар. 27 серпня 1999, Осс, Нідерланди) — нідерландський футболіст, півзахисник клубу «Твенте».

## Ігрова кар'єра

### Клубна
Мітчелл ван Берген починав займатися футболом в академії клубу «Віллем II», де провів вісім років. У 2015 році футболіст підписав трирічний контракт з клубом Ередивізі «Вітессом», де також деякий час грав за молодіжну команду. У грудні 2015 року у віці 16-ти років ван Берген дебютував на професійному рівні, вийшовши на заміну у матчі Ередивізі проти «Твенте».
Не маючи шансів на постійне місце у складі «Вітесса», влітку 2018 року ван Берген перейшов до складу іншого клубу Ередивізі «Геренвена», з яким уклав контракт терміном на чотири роки.

### Кар'єра у збірній
У період з 2015 по 2016 роки Мітчел ван Берген провів кілька матчів у складі юнацьких збірних Нідерландів.

## Титули і досягнення
- Володар Кубка Нідерландів (1):

«Вітесс»: 2016/17